# 弦楽四重奏曲第8番 (シューベルト)
弦楽四重奏曲第8番 変ロ長調 作品168, D 112 は、フランツ・シューベルトが1814年に作曲した弦楽四重奏曲。

## 概要
本作は1814年の9月5日に作曲を開始し、第1楽章はその日のうちに完成され、第2楽章は9月6日に取り組んで9月10日に終了し、9月11日には第3楽章、9月13日には第4楽章が書き上げられた。シューベルトにしてはかなり速いスピードで作曲したことになるが、安易で書かれた作品ではなく、弦楽四重奏曲の方面での新しく意欲的な姿勢を見せたものとして注目される。

## 曲の構成
全4楽章構成、演奏時間は約27分。シューベルトは本作において室内楽的な性格をより明快に打ち出しており、シューベルト的な面を置くようにしていることが窺える。
- 第1楽章 アレグロ・マ・ノン・トロッポ
変ロ長調、4分の4拍子、ソナタ形式。
長大な提示部が置かれ、そこには強い緊張と対する弛緩もある。そうした対比はシューベルトの作品には見られなかったもので、ハイドンやモーツァルト的でもなく、シューベルト独自のものである。また冒頭の主題に含まれる半音階的な進行は、この楽章だけでなく、全楽章を通して大きな意味を持ち合わせている。

- 第2楽章 アンダンテ・ソステヌート
ト短調、4分の3拍子。
これまでのシューベルトの弦楽四重奏曲の緩徐楽章にはない充実感を与えることに成功しており、ここでも強弱の対比性を効果的に生かしている。

- 第3楽章 メヌエット：アレグロ - トリオ
変ホ長調、4分の3拍子、複合三部形式。
古典的なメヌエット楽章である。

- 第4楽章 プレスト
変ロ長調、4分の3拍子。
スケルツォ的性格の楽章で、構成的にはむしろ単純である。